# 標的 (テレビドラマ)
『標的』（ひょうてき）は、1979年2月4日～3月25日まで関西テレビ放送と番組制作会社アズバーズの共同制作でフジテレビ（FNS)系全国ネット日曜日夜9時～9時54分（21:00～21:54）で放送されていた連続ドラマ作品である。

## 番組制作に至った背景
- 当初は別枠（火曜夜10時枠)で放送予定だったが、前番組である『一発逆転』が半年の予定を4ヶ月に短縮されてしまったため、『刑事鉄平』までの繋ぎ作品で急遽制作された。

## 主なキャスト
- 秋吉久美子（不二子）
- 岡田英次（鯉淵）
- 近藤正臣（光）
- 藤圭子
- 白石奈緒美
- 荻島真一
- 長谷川哲夫（田芹）
- 浜村純（山本老人）
- 堀永子
- 相馬剛三
- 上杉さおり
- 内ヶ崎福太郎
- 佐藤友美（蕗子）
- 原田大二郎
- 香山美子（悠子）
- 藤岡琢也（桜井）
- 中尾彬（芝岡）
- 伊吹吾郎（蕨）
- 清島智子

ほか

## スタッフ
- 原作:多岐川恭『的の男』
- 脚本:宮川一郎
- 演出:小田切成明
- 音楽:若草恵
- 美術デザイナー:桑名忠之
- TP:後藤勝彦
- 技術:中村哲男
- プロデューサー:生島信、石井静
- 制作著作:関西テレビ放送、アズバーズ

## 番組内容
- あくどいやり方で実業界にのし上がった男に恨みを抱く7人の男女が殺人を計画する。

## サブタイトル
1. 報復の宴 （1979年2月4日）
2. 憎しみの照準 （2月11日）
3. 池が消えた （2月18日）
4. 生命を狙う黒髪 （2月25日）
5. 地上90mの危機 （3月4日）
6. 青い帽子の女 （3月11日）
7. 殺意の調教 （3月18日）
8. そして…残った （3月25日）

| 関西テレビ発フジテレビ系 日曜夜9時枠 | 関西テレビ発フジテレビ系 日曜夜9時枠 | 関西テレビ発フジテレビ系 日曜夜9時枠 |
| 前番組                               | 番組名                               | 次番組                               |
| ------------------------------------ | ------------------------------------ | ------------------------------------ |
| 一発逆転                             | 日曜サスペンス標的                   | 刑事鉄平                             |